# 执政官宫
44°24′39.74″N 8°55′59.81″E / 44.4110389°N 8.9332806°E

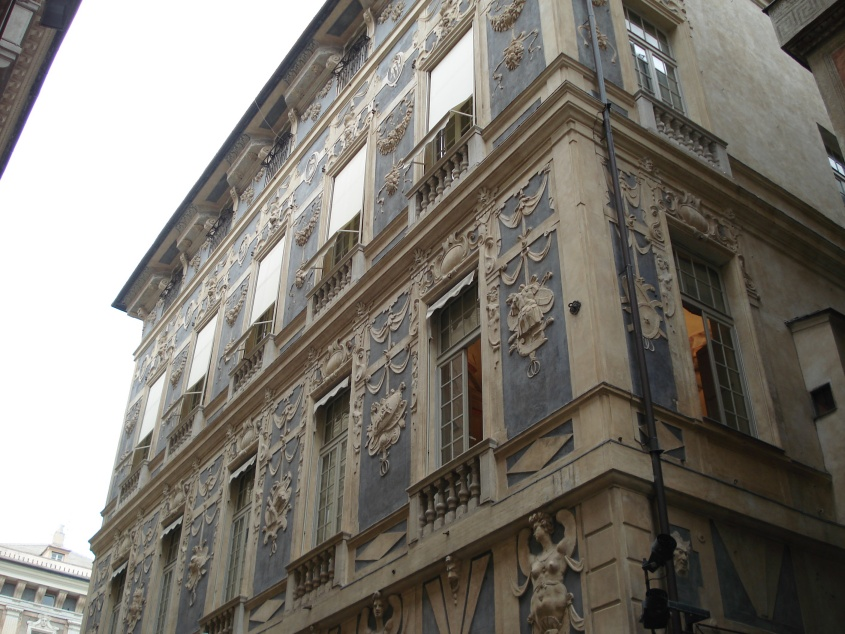

执政官宫（Palazzo Podestà）是一座历史建筑，位于意大利热那亚加里波第街7号，2006年作为罗利宫殿体系的42座宫殿之一，被列为世界文化遗产。

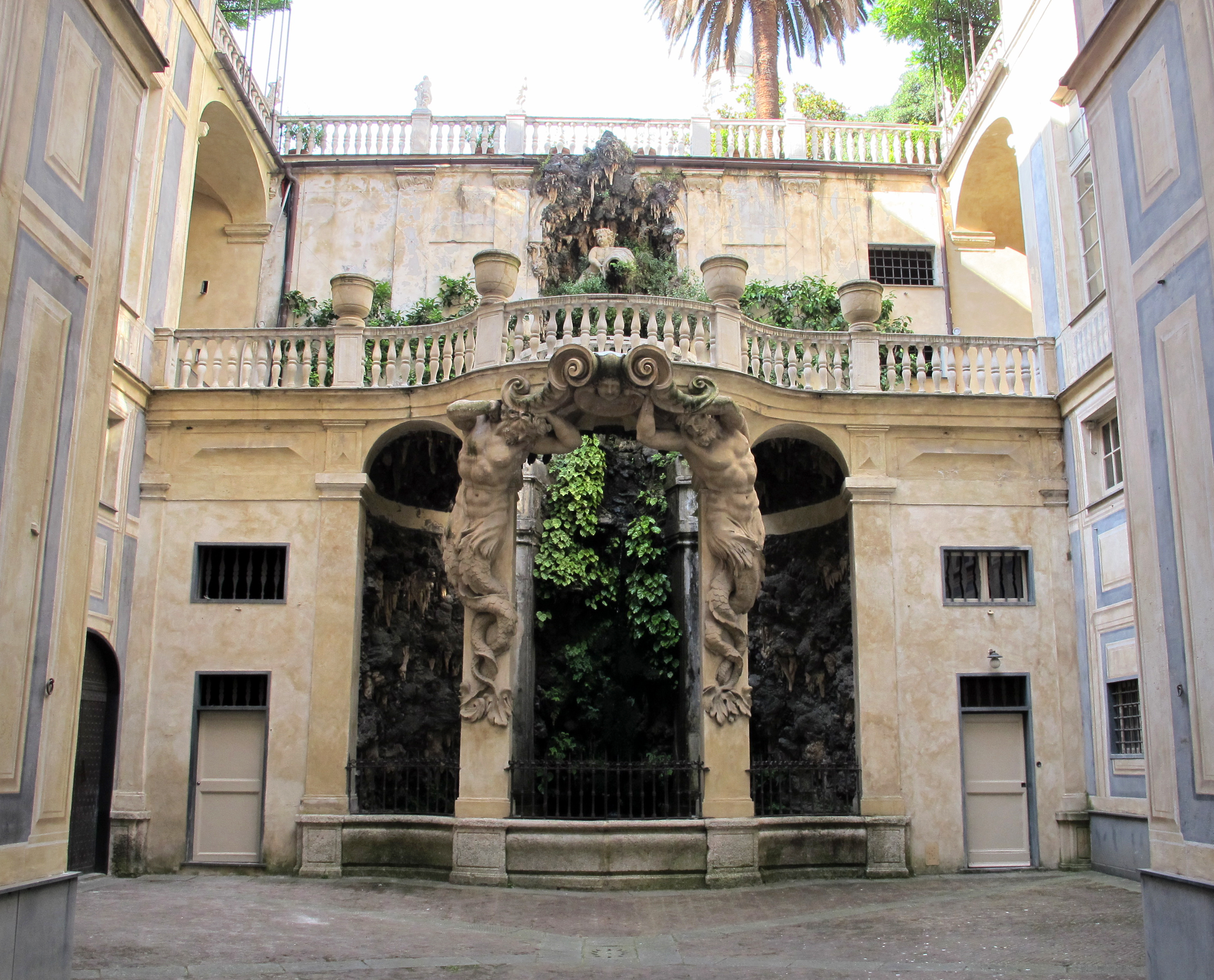
Il ninfeo nel cortile interno

该建筑建于1559-1565年，建筑师乔瓦尼·巴蒂斯塔·卡斯特罗。

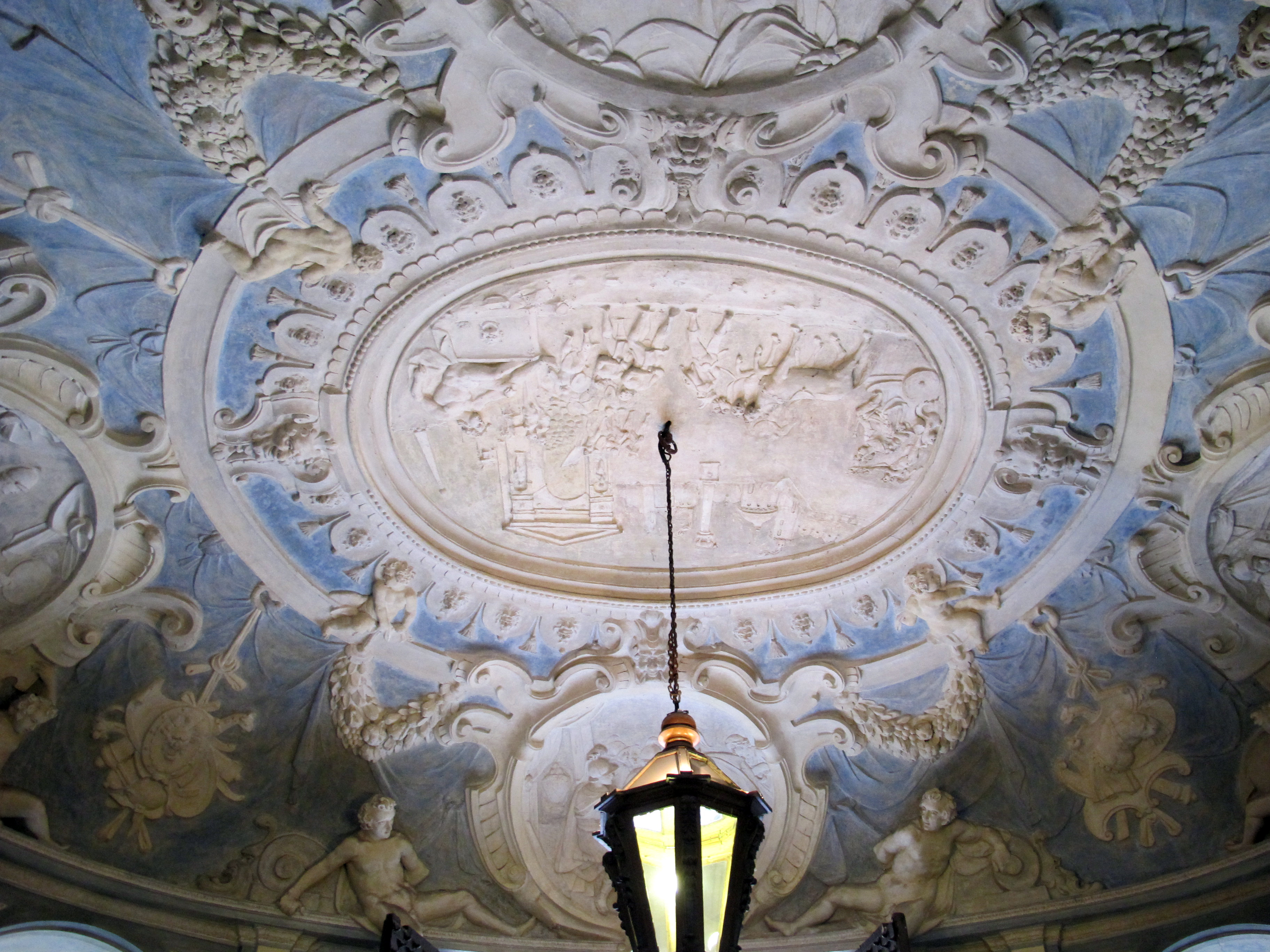
Stucchi nell'androne